# Okres Ružomberok
Okres Ružomberok je jedním z okresů Slovenska. Leží v jižní části Žilinského kraje. Na severu hraničí s okresem Dolný Kubín, na jihu s okresem Banská Bystrica v Banskobystrickém kraji. Jeho východním sousedem je okres Martin a západním okres Liptovský Mikuláš. Má rozlohu 646,83 km² a přes 57 tisíc obyvatel. Sídlem okresu je Ružomberok.
Na území okresu se rozkládá Národní park Nízké Tatry a jeho ochranné pásmo.